# 太閤の湯
太閤の湯（たいこうのゆ）とは、株式会社有馬ビューホテルが運営する、神戸市北区有馬町（有馬温泉郷）の温泉テーマパーク。同社は現在阪急阪神ホールディングスの子会社となっている。

## 概要

### 草創期
神戸電気鉄道（現・神戸電鉄）では、沿線名所のひとつである有馬温泉において、古くから宿泊施設の建設・運営計画があったが、資金の問題から中々実現には至っていなかった。
日本三古湯のひとつ「有馬」へのアクセス交通を担う神戸電鉄にとって、有馬温泉への観光宣伝は重要であったものの、神鉄観光有馬ます池を除いてグループ会社の施設が存在せず、大量の観光客を誘致できる目玉施設の保有が課題となっていた。
1961年（昭和36年）5月、神戸電鉄常務に就任した佐藤京市は、中立的立場である鉄道会社が他社旅館を大々的に宣伝することは不可能なため、自社でのレジャー・宿泊施設の建設が必要という結論を導き、神戸電鉄会長（当時）の和田薫に建設案を具申。長年の懸念であった資金問題も、神戸銀行（現・三井住友銀行）に支援を取り付けて解決させ、神戸電鉄の宿泊施設建設計画が具体化し始めた。
有馬温泉街には、神戸電鉄が郵政省へ売却しようとしたものの頓挫し空き地となっていた約20,000m2の広大な土地があり、ここを建設地とすることが決定された。有馬温泉の源泉である有明泉源は、神戸電鉄傘下の有馬温泉掘鑿（現・有馬温泉企業）が保有しており、温泉の給湯調達も非常に容易であった。
1961年（昭和36年）6月、有馬ファミリーセンターの仮称が付与されて「有馬ファミリーセンター発起人会」がもたれ、同年9月25日に神戸電鉄を主とする出資で資本金2,500万円で株式会社有馬ファミリーセンターを設立、神鉄グループに加盟した。
施設名については神戸電鉄社内で「有馬ファミリーランド」や「有馬パーク」などさまざまな案が検討されたが、佐藤京市常務や倉光幸十郎部長らに一致するネーミング案は「有馬ヘルスセンター」であった。1960年（昭和35年）3月には京阪神急行電鉄（現・阪急電鉄）が同じく私鉄系レジャー施設として「宝塚ヘルスセンター」を開業し成功させていたことから、「ヘルスセンター」の呼称を使用したいとの思いがあったことによる。しかし、他社旅館がすでに「有馬ヘルスセンター」の言葉を商標登録していることが判明し、とりあえず1961年（昭和36年）10月5日に社名を株式会社神鉄ヘルスセンターに改称、同年10月4日には事業範囲の拡大を考慮して有馬興業株式会社に変更したが、「有馬ヘルスセンター」の名称を諦めきれなかった神戸電鉄は粘り強い交渉を実施。同年12月7日に「有馬ヘルスセンター」の施設名を譲り受けることに成功した。
1961年（昭和36年）11月、有馬ヘルスセンター建物建設に総工費4億1,000万円で着工し、翌年のゴールデンウィークに間に合わせるべく突貫工事を行ったのち、当時格式ある高級旅館ばかりであった有馬温泉では珍しい大衆向けの超大型宿泊レジャーランドとして、1962年（昭和37年）4月25日に有馬ヘルスセンターはオープンした。全国的な「ヘルスセンターブーム」にのって有馬ヘルスセンターの入場者数は驚異の伸び率となり、夏季には「グリーンプール」を開設するなどの施策を打ち出したこともあって、年間入場者数は55万人にも達した。

### 兼業分野への参入
ヘルスセンターの経営で非常に好調となった同社は多角経営に乗り出すことになり、専務の佐藤京市の指揮のもと不動産事業に参入することとなった。親会社である神戸電鉄や、兄弟会社である神鉄不動産との競合を避けるべく開発場所は他社沿線が選ばれ、1963年（昭和38年）に宝塚市の山椒ヶ原住宅地を開発したのを皮切りに、西は明石市、東は奈良県まで神鉄沿線をのぞく近畿全域で次々と住宅地開発と戸建分譲を実施した。同社最大の住宅地となった箕面市の箕面東山住宅地では427戸もの住宅を手掛けた。
さらに1965年（昭和40年）には流通事業へ参入し、神戸電鉄開発の大池住宅地内に「大池ストアー」を開設、さらに1967年（昭和42年）には同じく神戸電鉄開発の花山住宅地内に「花山ストアー」を開設した。
1968年（昭和43年）以降は飲食業へも参入し、メトロこうべ内に「メトロこうべ神鉄」、六甲有馬ロープウェーのりば内に「ロープ神鉄」、有馬温泉駅内に「ありま神鉄」など飲食店を開設。さらに1972年（昭和42年）に神鉄鈴蘭台プラザ内に「喫茶ムーゲ」、1989年（平成元年）には神鉄有馬クリスタルビル2階に「茶房有明」をオープンさせた。

### 有馬ビューホテルの併設
1972年（昭和47年）9月25日の取締役会において、ファミリー向けリゾートタイプホテル「有馬ビューホテル」の併設が決定された。兼業による安定収益が、リゾートホテル建設への巨額投資を可能にさせたものであった。建設地はグリーンプールの跡地が選ばれ、ホテルは地下1階〜地上7階の8フロア構成で、屋上にはグリーンプールにかわって「屋上スカイプール」が設けられることとなった。兄弟会社の神鉄設計などによって急ピッチで手掛けられ、1973年（昭和48年）7月25日に完成、同年7月28日には神戸電鉄、阪急電鉄の関係者で披露パーティーを開催し、翌日より一般営業を開始した。翌月の客室稼働率は93.1%を記録するなど非常に好調となった。

### 経営の悪化
島倉千代子、いとし・こいし、漫画トリオ、川中美幸、中田ダイマル・ラケット、横山やすし・西川きよしなどの歌謡・漫才ショーや公開収録ショー、さらに同社直営芸能部による専属歌劇団ショーによって人気を誇った有馬ヘルスセンターであったが、ヘルスセンター業態の衰退などによって来場者数は徐々に減少し始め、平成以降は13年連続赤字を計上するようになった。2001年（平成13年）4月25日には社名を株式会社有馬ビューホテルに変更し、有馬ヘルスセンターを「別館日帰り温泉」へ改称、北海道旅行キャンペーンを実施するなどしたが経営改善には繋がらなかった。

### 「太閤の湯」へリニューアル
同社はこれまで神戸電鉄傘下企業として神鉄色が強かったが、経営再建のため阪急電鉄から入谷泰正が社長に就任、温泉テーマパーク「太閤の湯」として約5億円を投じて大改装した。これが人気を博してV字回復を果たし、2005年度から2012年度の8期連続黒字、営業利益率18%という黒字を達成、2012年度に来場者数が39万人まで回復した。
2009年（平成21年）には持株比率変更によって、創立以来長らく加盟していた神鉄グループを脱退、阪急阪神ホールディングスの子会社となった。
さらに2018年（平成30年）5月7日から有馬ビューホテルうららと共に現行の建築基準法に適合する耐震性能を満たさせることを主目的とする改装工事実施で休業に入り、2019年4月1日にリニューアルオープンした。

## 歴史
- 1961年（昭和36年）
  - 9月25日 - 神戸電気鉄道などの出資により株式会社有馬ファミリーセンター設立。
  - 10月5日 - 株式会社神鉄ファミリーセンターに社名変更。
  - 10月14日 - 有馬興業株式会社に社名変更。
- 1962年（昭和37年）4月25日 - 有馬ヘルスセンター開業。
- 1973年（昭和48年）7月29日 - 有馬ビューホテル開業。
- 1989年（平成元年）12月31日 - 有馬ビューホテル専用大浴場竣工。
- 1993年（平成5年）4月1日 - 有馬ヘルスセンター大浴場竣工。
- 2001年（平成13年）4月25日 - 株式会社有馬ビューホテルに社名変更。
- 2005年（平成17年）
  - 1月11日 - 有馬ヘルスセンターを「有馬ビューホテル別館日帰り温泉」に名称変更。
  - 4月11日 - 有馬ビューホテル別館日帰り温泉休館。
- 2006年（平成18年）4月22日 - 有馬ビューホテル別館日帰り温泉を「有馬温泉太閤の湯」に名称変更し営業開始。
- 2019年（平成31年）4月1日 - 有馬ビューホテルを「有馬きらり」に名称変更。有馬温泉太閤の湯全面リフレッシュオープン。

## 過去のグループ会社
大阪殖産株式会社
1970年（昭和45年）10月16日に子会社として設立した。大阪市内で喫茶・バーを経営したほか、土地建物業（不動産業）を営業していた。
神鉄建設工業株式会社
神鉄エンタープライズ系列の建設会社であった。1980年代から1990年代にかけて同社株式の30%を取得して関連会社に収めていた。

## その他
- 太閤の湯の蒸し風呂と岩風呂は、1997年に極楽寺から出土した湯山御殿遺跡の蒸し風呂と岩風呂の遺構と同じサイズで再現されている[2]。